# DJI 매빅프로
DJI 매빅프로는 DJI에서출시한 UAV(무인기)이다. 4K 영상촬영이 가능하며 12MP 사진촬영이 가능하다. 전방, 하단 장애물 감지 센서를 탑재했고 장애물 감지범위는 최대 15m이다. 송수신은 오큐싱크(DJI의 송수신장비)를 탑재해 최대 7KM까지 가능하며 720P의 실시간 영상을 보며 조종할 수 있다. 최대 속도는 72km/h이며 최대 비행시간은 27분이다.